# N.E.C. in het seizoen 1963/64
Het seizoen 1963/1964 was het 10e jaar in het bestaan van de Nijmeegse betaaldvoetbalclub N.E.C.. De club kwam uit in de Tweede divisie B en eindigde daarin op de eerste plaats. De kampioenswedstrijd tegen Alkmaar '54, kampioen divisie A, werd gewonnen met 3–1. De club promoveerde rechtstreeks en kwam in het nieuwe seizoen uit in de Eerste divisie. Tevens deed de club mee aan het toernooi om de KNVB beker, hierin werd de club in de derde ronde uitgeschakeld door Wilhelmina (1–3).

## Wedstrijdstatistieken

### Tweede divisie B
|       | AGOVV | Baronie | D.F.C. | De Graafschap | Helmondia '55 | Hermes DVS | Limburgia | LONGA | NOAD  | Roda JC | SVV   | Vitesse | Wageningen | Wilhelmina | Xerxes |
| ----- | ----- | ------- | ------ | ------------- | ------------- | ---------- | --------- | ----- | ----- | ------- | ----- | ------- | ---------- | ---------- | ------ |
| Thuis | 1 – 1 | 1 – 1   | 2 – 1  | 3 – 1         | 2 – 2         | 3 – 0      | 7 – 1     | 2 – 1 | 9 – 1 | 3 – 0   | 5 – 2 | 4 – 1   | 3 – 3      | 7 – 1      | 0 – 0  |
| Uit   | 1 – 1 | 0 – 3   | 1 – 1  | 4 – 0         | 1 – 1         | 2 – 0      | 0 – 6     | 2 – 3 | 2 – 2 | 2 – 2   | 1 – 3 | 0 – 2   | 0 – 2      | 1 – 0      | 1 – 4  |

### Kampioenswedstrijd
| Kampioenswedstrijd                                                                               | N.E.C.                              | 3 – 1 (2 – 0) | Alkmaar '54   |
| 31 mei 1964 Plaats: Utrecht Stadion Galgenwaard Toeschouwers: 22.000 Scheidsrechter: Piet Roomer | Ben Zweers 8', 45' Cor Smulders 90' |               | 46' Jan Smidt |

### KNVB beker
| 1e ronde                                                | N.E.C.                                                                          | 2 – 1 (1 – 1, 1 – 1) Na verlenging | PSV                                 |
| 29 september 1963 Plaats: Nijmegen Goffertstadion       | Tini van Reeken 11' Ben Zweers 91'                                              |                                    | 52' Gerard Hoenen                   |
| 2e ronde                                                | N.E.C.                                                                          | 5 – 2 (3 – 0)                      | Telstar                             |
| 17 november 1963 Plaats: Nijmegen Goffertstadion        | Tini van Reeken 11', 18' Cor Smulders 19' Pauke Meijers 55' Theo van Doorneveld |                                    | 51' Fred André 80' Bert van Wooning |
| 3e ronde                                                | Wilhelmina                                                                      | 3 – 1 (1 – 1)                      | N.E.C.                              |
| 9 februari 1964 Plaats: 's-Hertogenbosch De Wolfsdonken | Cor Stolzenbach 30' Nico Gloudemans 75' Martin Kastelijn 76'                    |                                    | 22' Tini van Reeken                 |

## Statistieken N.E.C. 1963/1964

### Eindstand N.E.C. in de Nederlandse Tweede divisie B 1963 / 1964
| Stand | Gespeeld | Gewonnen | Gelijk | Verloren | Punten | Doelpunten voor | Doelpunten tegen |
| ----- | -------- | -------- | ------ | -------- | ------ | --------------- | ---------------- |
| 1e    | 30       | 17       | 10     | 3        | 44     | 82              | 34               |

### Topscorers
| #                | Naam                      | Goal |
| ---------------- | ------------------------- | ---- |
| 1.               | Ben Zweers                | 26   |
| 2.               | Tini van Reeken           | 17   |
| 3.               | Theo van Doorneveld       | 12   |
| 4.               | Ben Werts                 | 10   |
| 5.               | Cor Smulders              | 9    |
| 6.               | Pauke Meijers             | 5    |
| 7.               | Henk Koning               | 1    |
| Eigen doelpunten |                           |      |
| –                | Wim van de Kruk (Vitesse) | 1    |
| –                | Frans van de Ven (LONGA)  | 1    |
| Totaal           | Totaal                    | 82   |

| #      | Naam         | Goal |
| ------ | ------------ | ---- |
| 1.     | Ben Zweers   | 2    |
| 2.     | Cor Smulders | 1    |
| Totaal | Totaal       | 3    |

| #      | Naam                | Goal |
| ------ | ------------------- | ---- |
| 1.     | Tini van Reeken     | 4    |
| 2.     | Theo van Doorneveld | 1    |
| 2.     | Pauke Meijers       | 1    |
| 2.     | Cor Smulders        | 1    |
| 2.     | Ben Zweers          | 1    |
| Totaal | Totaal              | 8    |